# Grupa symetrií

Čtyřstěn je invariantem při 12 různých rotacích při vynechání symetrií. Rotace jsou znázorněny ve formátu grafu cyklů, spolu s 180° hranou (modré šipky) a 120° vrcholem (červené šipky) rotacemi, které permutují čtyřstěn pomocí/skrz pozice. 12 rotací tvoří grupu rotačních symetrií obrázku.

Grupa symetrií (anglicky symmetry group) geometrického objektu v teorii grup je grupa všech transformací, při nichž se objekt nemění (je invariantem), přičemž grupovou operací je skládání zobrazení. Taková transformace je invertovatelným zobrazením okolního prostoru, které zobrazuje objekt na sebe sama, a které zachovává veškeré relevantní struktury objektu. Grupu všech symetrií objektu X obvykle značíme Sym(X).
Pro objekt v metrickém prostoru tvoří grupa jeho symetrií podgrupu grupy izometrií okolního prostoru. Tento článek se zabývá především grupami symetrií v Eukleidovské geometrii, ale tento koncept lze rozšířit na obecnější typy geometrických struktur.

## Úvod
„Objekty“, které mají symetrie, si můžeme představit jako geometrické obrazce, obrázky a vzory, jako například tapetový vzor. U symetrií fyzických objektů můžeme považovat také jejich fyzické skládání jako část vzoru. (Vzorek může být formálně zadaný jako skalární pole, funkce polohy s hodnotami z určité množiny barev nebo látek; jako vektorové pole; nebo jako obecnější funkce na objektu.) Grupa izometrií prostoru indukuje akci grupy na jejích objektech; grupa symetrií Sym(X) sestává z těch izometrií, které zobrazují množinu X na sebe samu (stejně jako zobrazení jakéhokoli dalšího vzoru na sebe sama). Říkáme, že X je invariant vůči takovému zobrazení, nebo že zobrazení je symetrií množiny X.
Tato grupa symetrií je někdy nazývá plná grupa symetrií (anglicky) pro zdůraznění, že zahrnuje také izometrie, které obracejí orientaci (symetrie/zrcadlení, kluzné symetrie a nevlastní rotace), pokud tyto izometrie zobrazují určitou množinu X na sebe. Podgrupa symetrií, které zachovávají orientaci, (translace, rotace a operace tvořené jejich skládáním) se nazývá vlastní grupa symetrií (anglicky). Objekt je chirální (zrcadlově nesymetrický), pokud nemá žádnou symetrii, která obrací orientaci, takže jeho vlastní grupa symetrií je rovna jeho plné grupě symetrií.
Jakoukoli grupu symetrií, jejíž prvky mají společný pevný bod, což je splněno, pokud je grupa konečná nebo obrazec omezený, lze reprezentovat jako podgrupu ortogonální grupy O(n) výběrem počátku jako pevného bodu. Vlastní grupa symetrií je pak podgrupou speciální ortogonální grupy SO(n), a nazývá se rotační grupa obrazce.
V diskrétní grupě symetrií se body symetrické s daným bodem nehromadí k limitnímu bodu. To znamená, že každá orbita grupy (obrazy daného bodu pro všechny prvky grupy) tvoří diskrétní množinu. Všechny konečné grupy symetrií jsou diskrétní.
Diskrétní grupy symetrií jsou tří typů:
1. konečné bodové grupy, kam patří pouze rotace, symetrie/zrcadlení, inverze a nevlastní rotace – tj. konečné podgrupy O(n);
2. nekonečné mřížové grupy (anglicky), kam patří pouze translace; a
3. nekonečné prostorové grupy (anglicky) obsahující prvky obou předchozích typů a snad také zvláštní transformace jako šroubové posuny (??) a kluzné symetrie.

Existují také grupy spojitých symetrií (Lieových grup), které obsahují rotace o libovolně malé úhly nebo translace o libovolně malé vzdálenosti. Příkladem je O(3), grupa symetrií koule. Grupy symetrií Eukleidovských objektů je možné úplně klasifikovat jako podgrupy Eukleidovské grupy E(n) (grupa izometrií Rn).
Dva geometrické obrazce mají stejný typ symetrie, když jejich grupy symetrií jsou konjugované podgrupy Eukleidovské grupy; neboli pokud podgrupy H1, H2 jsou příbuzné H1 = g−1H2g pro nějaké g v E(n). Například:
- dva 3D obrazce mají zrcadlovou symetrii, ale s různými rovinami symetrie.
- dva 3D obrazce mají trojnásobnou rotační symetrie, ale s jinými osami.
- dva 2D vzory mají translační symetrii, každý v jednom směru; oba translační vektory mají stejnou délku ale jiný směr.

V následující části budeme uvažovat pouze ty grupy izometrií, jejichž orbity jsou topologicky uzavřené, včetně všech diskrétních a spojitých grup izometrií. To však vylučuje například 1D grupu translací o racionální číslo; takový neuzavřený obrazec nemůže být nakreslen s dostatečnou přesností, protože má libovolně jemné detaily.

## Jednorozměrný prostor
Grupy izometrií v jednorozměrném prostoru jsou:
- triviální cyklická grupa C1
- grupy se dvěma prvky generovanými symetrií/zrcadlením; jsou izomorfní s C2
- nekonečné diskrétní grupy generované translací; jsou izomorfní s aditivní grupou celých čísel, Z
- nekonečné diskrétní grupy generované translací a symetrie/zrcadlení; jsou izomorfní s zobecněnou dihedrální grupou Z, Dih(Z), také značenou D∞ (což je semidirektní součin Z a C2).
- grupa generovaná všemi translacemi (izomorfní s aditivní grupou reálných čísel R); tato grupa nemůže být grupou symetrií eukleidovského obrazce, i když je opatřen vzorem: takový vzor by byl homogenní, tedy mohl by také být zrcadlen. Ale konstantní jednorozměrné vektorové pole tuto grupu symetrií má.
- grupa generovaná všemi translacemi a symetriemi v bodech; jsou izomorfní s zobecněnou dihedrální grupou Dih(R).

Viz také grupa symetrií v jednorozměrném prostoru.

## Dvourozměrný prostor
Až na konjugaci jsou diskrétní bodové grupy v dvourozměrném prostoru následujících tříd:
- Cyklické grupy C1, C2, C3, C4, ... kde Cn sestává ze všech rotací okolo pevného bodu o násobky úhlu 360°/n
- Dihedrální grupy D1, D2, D3, D4, ..., kde Dn (řádu 2n) sestává z rotací v Cn spolu s symetriemi v n osách, které procházejí pevným bodem.

C1 je triviální grupa obsahující pouze identitu, který se uplatňuje u asymetrických obrazců, jako je například písmeno „F“. C2 je grupa symetrií písmene „Z“, C3 je grupa symetrií triskelionu, C4 svastiky a C5, C6, atd. jsou grupy symetrií obrazců podobných svastice s pěti, šesti, atd. rameny místo čtyř.
D1 je dvouprvková grupa obsahující operaci identity a jednu osovou symetrii, která existuje, pokud má obrazec pouze jednu osu symetrie, jako je tomu u např. u písmene „A“.
D2, izomorfní s Kleinovou čtyřgrupou, je grupa symetrií obdélníka s nestejně dlouhými stranami. Tento obrazec má čtyři operace symetrie: identitu, jednu dvojnásobnou osu rotace a dvě symetrie podle dvou různých rovin.
D3, D4 atd. jsou grupy symetrií pravidelných mnohoúhelníků.
V rámci každého z uvedených typů symetrie existují dva stupně volnosti pro střed rotace, a v případě dihedrální grupy jeden další stupeň volnosti pro pozici zrcadla.
Zbývající grupy izometrií v dvourozměrném prostoru s pevným bodem jsou:
- speciální ortogonální grupa SO(2) sestávající ze všech rotací okolo pevného bodu; nazývá se také grupa kružnice S1, je to multiplikativní grupa komplexních čísel, jejichž absolutní hodnota je 1; je to vlastní grupa symetrií kružnice a spojitá obdoba grupy Cn. Neexistuje žádný geometrický obrazec, jehož grupa symetrií je grupa kružnice, ale může se uplatnit pro vektorové pole (viz trojrozměrný případ níže).
- ortogonální grupa O(2) sestávající ze všech rotací okolo pevného bodu a symetrie/zrcadlení podle jakékoli osy vedené tímto pevným bodem. To je grupa symetrií kružnice. je také nazývaný Dih(S1) jako je zobecněný dihedrální grupa S1.

Neomezené obrazce mohou mít grupy izometrií včetně translací; skládají se z:
- 7 vlysových grup
- 17 tapetových grup
- z kombinace všech symetrií v grupě symetrií v jednorozměrném prostoru v jednom směru a grupy všech translací ve směru kolmém
- totéž také se symetrií v přímce v prvním směru.

## Trojrozměrný prostor
Množina trojrozměrných bodových grup sestává (až na konjugaci) ze 7 nekonečných řad a 7 dalších jednotlivých grupy. V krystalografii se pracuje pouze s těmi bodovými grupami, který zachovávají nějakou krystalovou mřížku (takže jejich rotace mohou mít řád pouze 1, 2, 3, 4 nebo 6). Toto krystalografické omezení nekonečné rodiny obecných bodových grup dává 32 krystalografických bodových grup (27 jednotlivých grup ze 7 řad a 5 ze 7 dalších jednotlivých).
Spojité grupy symetrií s pevným bodem jsou následující:
- válcová symetrie bez roviny symetrie kolmé na osu; uplatňuje se například u pivních lahví
- válcová symetrie s rovinou symetrie kolmou na osu
- sférická symetrie

Pro objekty se vzory skalárního pole způsobuje válcová symetrie také vertikální zrcadlovou symetrii. Pro vzory vektorového pole to však není pravda: například ve válcových souřadnicích vzhledem k nějaké ose, má vektorové pole
{\displaystyle \mathbf {A} =A_{\rho }{\boldsymbol {\hat {\rho }}}+A_{\phi }{\boldsymbol {\hat {\phi }}}+A_{z}{\boldsymbol {\hat {z}}}} válcovou symetrie vzhledem k ose, pokud {\displaystyle A_{\rho },A_{\phi },} a {\displaystyle A_{z}} mají tyto symetrie (nezávisí na {\displaystyle \phi }); a zrcadlovou symetrii má pouze, pokud {\displaystyle A_{\phi }=0}.
U sférické symetrie žádný takový rozdíl neexistuje: jakýkoli vzorovaný objekt má roviny zrcadlové symetrie.
Spojité grupy symetrií bez pevného bodu zahrnují grupy s osou šroubovice, jako například nekonečná šroubovice. Viz také podgrupy Eukleidovské grupy.

## Grupy symetrií obecně
V širším kontextu může být grupa symetrií (anglicky symmetry group) jakýmkoli druhem transformační grupy nebo grupy automorfismů. Každý typ matematické struktury má invertovatelné zobrazení, které zachovává strukturu. A naopak, popisem grupy symetrií můžeme definovat strukturu nebo alespoň vyjasnit význam geometrické kongruence nebo invariance; jde o jednu z možností, jak nahlížet na Erlangenský program.
Například objekty v hyperbolické neeukleidovské geometrii mají Fuchsovské grupy symetrií, což jsou diskrétní podgrupy grupy izometrií hyperbolické roviny zachovávající hyperbolickou místo Eukleidovské vzdálenosti. (Některé jsou zobrazeny na kresbách M. C. Eschera.) Podobně grupy automorfismů konečných geometrií zachovávají rodiny bodových množin (diskrétní podprostory) místo Eukleidovských podprostorů, vzdáleností nebo skalárních součinů. Stejně jako pro Eukleidovská obrazce, objekty v jakémkoli geometrickém prostoru mají grupy symetrií, které jsou podgrupami symetrií okolního prostoru.
Dalším příkladem grupy symetrií je grupa kombinatorického grafu: symetrie grafu jsou permutace vrcholů, které zobrazují hrany na hrany. Jakákoli konečně prezentovaná grupa je grupou symetrií jejího Cayleyova grafu; volná grupa je grupa symetrií nekonečného stromu.

## Struktura grupy vyjádřená symetriemi
Cayleyova věta říká, že jakákoli abstraktní grupa je podgrupou permutací nějaké množiny X, a proto ji lze považovat za grupu symetrií množiny X s nějakou zvláštní strukturou. Mnoho abstraktních vlastností grupy (definovaných čistě grupovými operacemi) lze navíc interpretovat pomocí symetrií.
Nechť například G = Sym(X) je konečná grupa symetrií geometrického obrazce X v eukleidovském prostoru, a nechť H ⊂ G je její podgrupa. Pak lze H interpretovat jako grupu symetrií množiny X+, jako „označenou“ verzi množiny X. Takové označení je možné zkonstruovat následujícím způsobem: přidáme nějaké vzory, např. šipky nebo barvy k X, abychom porušili veškerou symetrii, čímž dostaneme obrazec X#, jehož Sym(X#) = {1}, triviální podgrupa; tj. gX# ≠ X# pro všechny netriviální g ∈ G. Nyní dostaneme:
{\displaystyle X^{+}\ =\ \bigcup _{h\in H}hX^{\#}\quad {\text{vyhovuje}}\quad H=\mathrm {Sym} (X^{+}).}
V tomto rámci je také možné charakterizovat normální podgrupy.
Grupa symetrií translace gX + je konjugovaná podgrupa gHg−1. Tedy H je normální pokud:
{\displaystyle \mathrm {Sym} (gX^{+})=\mathrm {Sym} (X^{+})\ \ {\text{pro všechny}}\ g\in G;}
tj. když označení X+ může být vybráno v libovolné orientaci, vzhledem k jakékoli straně nebo vlastnosti objektu X, a stále dává stejnou grupu symetrií gHg−1 = H.
Příkladem je dihedrální grupa G = D3 = Sym(X), kde X je rovnostranný trojúhelník. Můžeme jej označit šipkou na jedné hraně, čímž získáme asymetrický obrazec X#. Pokud τ ∈ G bude symetrie označené hrany, složený obrazec X+ = X# ∪ τX# bude mít na této hraně obousměrnou šipku a jeho grupa symetrií bude H = {1, τ}. Tato podgrupa není normální, protože gX+ může mít obousměrnou šipku na jiné hraně, což dává jinou grupu zrcadlových symetrií.
Pokud však položíme H = {1, ρ, ρ2} ⊂ D3, bude cyklická podgrupa generovaná rotací; označený obrazec X+ bude sestávat z 3-cyklu šipek s konzistentní orientací. H je pak normální, protože nekreslení takového cyklu s libovolnou orientací dává stejnou grupu symetrií H.